# 埃纳河畔萨维尼
埃纳河畔萨维尼（法語：Savigny-sur-Aisne，法語發音：[saviɲi syʁ ɛn]）是法国阿登省的一个市镇，属于武济耶区。

## 地理
埃纳河畔萨维尼（49°21'35"N, 4°43'38"E）面积10.41 平方千米，位于法国大東部大區阿登省，该省份为法国北部内陆省份，西接埃纳省，南至马恩省，东临默兹省，北与比利时接壤。
与埃纳河畔萨维尼接壤的市镇（或旧市镇、城区）包括：布雷西-布里耶尔、法莱斯、奥利济-普里马、圣玛丽、圣莫雷尔、叙尼、武济耶。

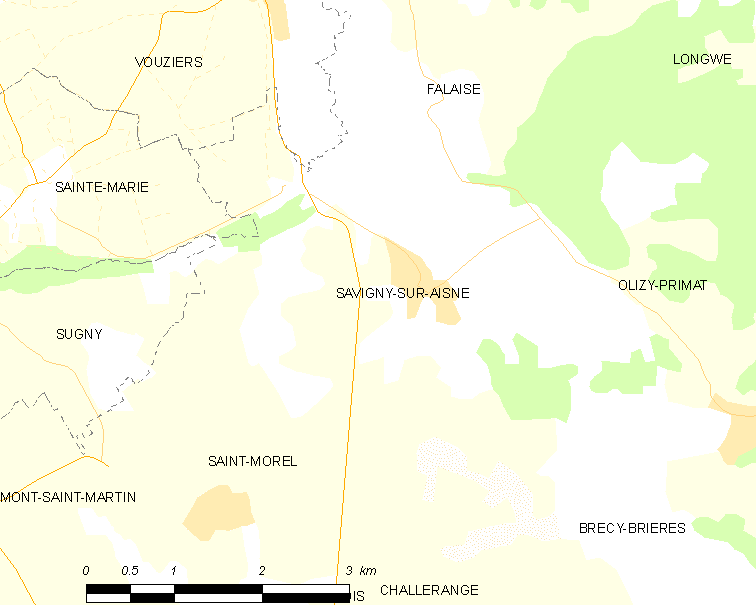
埃纳河畔萨维尼的OSM定位图

埃纳河畔萨维尼的时区为UTC+01:00、UTC+02:00（夏令时）。

## 行政
埃纳河畔萨维尼的邮政编码为08400，INSEE市镇编码为08406。

## 政治
埃纳河畔萨维尼所属的省级选区为阿蒂尼县。

## 人口

1962-2008年间埃纳河畔萨维尼人口变化图示

埃纳河畔萨维尼于2022年1月1日时的人口数量为350人。